# 이민핵 충신각
이민핵 충신각은 충청북도 청주시 서원구에 있다. 2015년 4월 17일 청주시의 향토유적 제58호로 지정되었다.

## 개요
이인좌의 난때 공을 세운 완산이씨 이민핵의 충절을 기리기 위해 세운 정려각이다.